# ولوو اف‌ام
ولوو اف‌ام (انگلیسی: Volvo FM) سری کامیون‌های سنگین است که توسط شرکت سوئدی ولوو تراکس تولید می‌شود. در ابتدا با نام‌های اف‌ال۷/اف‌ال۱۰/اف‌ال۱۲ (FL7/FL10/FL12) در سال ۱۹۹۸ معرفی شد. FM مخفف اتاق ارتفاع متوسط بی‌دماغ است و اعداد پس از آن، ظرفیت موتور را بر حسب لیتر بیان می‌کنند. از سال ۲۰۰۵، ظرفیت موتور دیگر به نام مدل اضافه نشده است. سری اف‌ام یک سری کامیون چند منظوره برای توزیع، ساخت و ساز و وظایف حمل و نقل در بزرگراه/خارج از بزرگراه است. در سال ۲۰۱۳، ولوو تراکس یک نسخه به روز شده و یورو VI از ولوو اف‌ام را معرفی کرد.

## نگارخانه

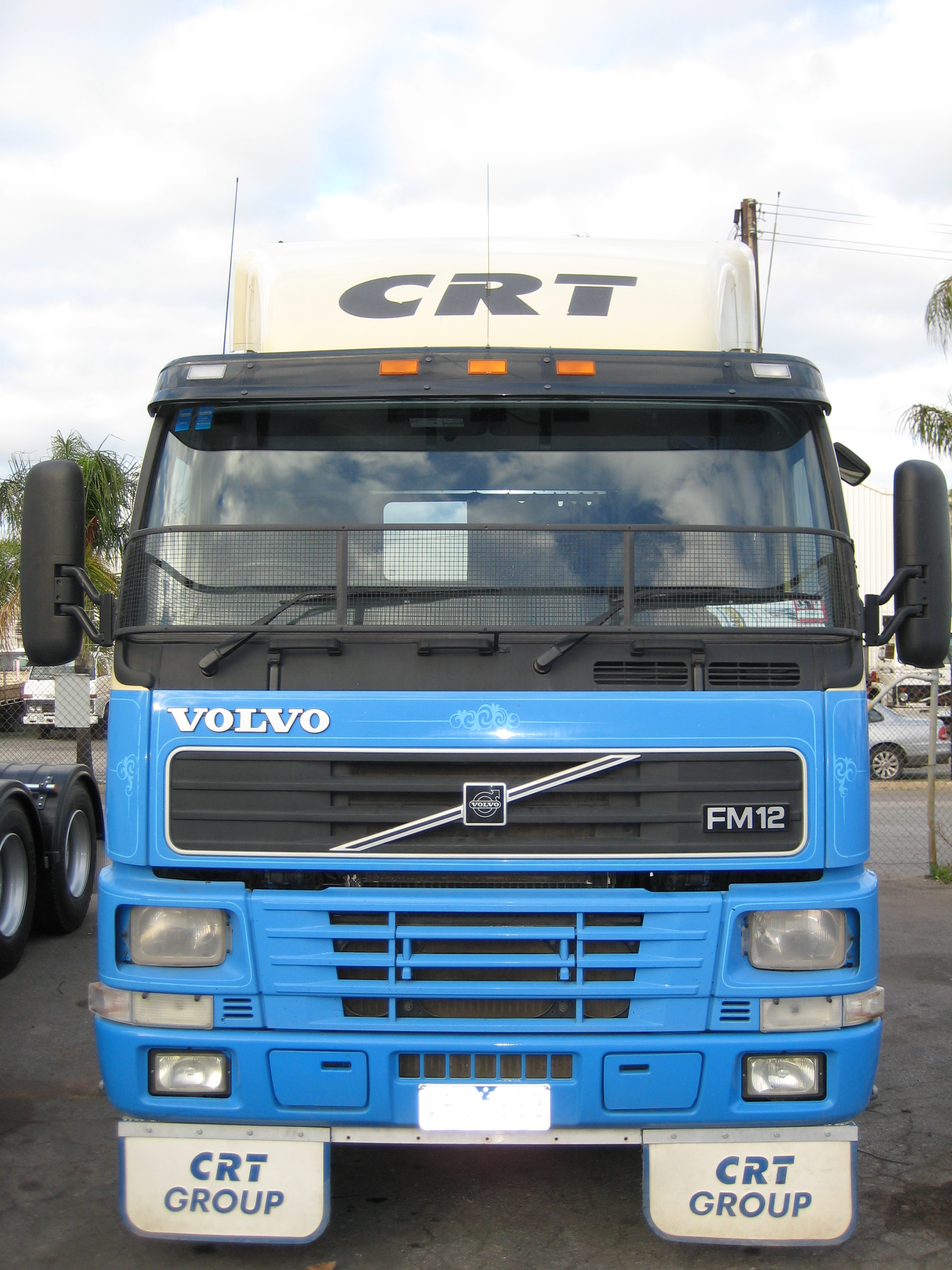
نسل اول FM12
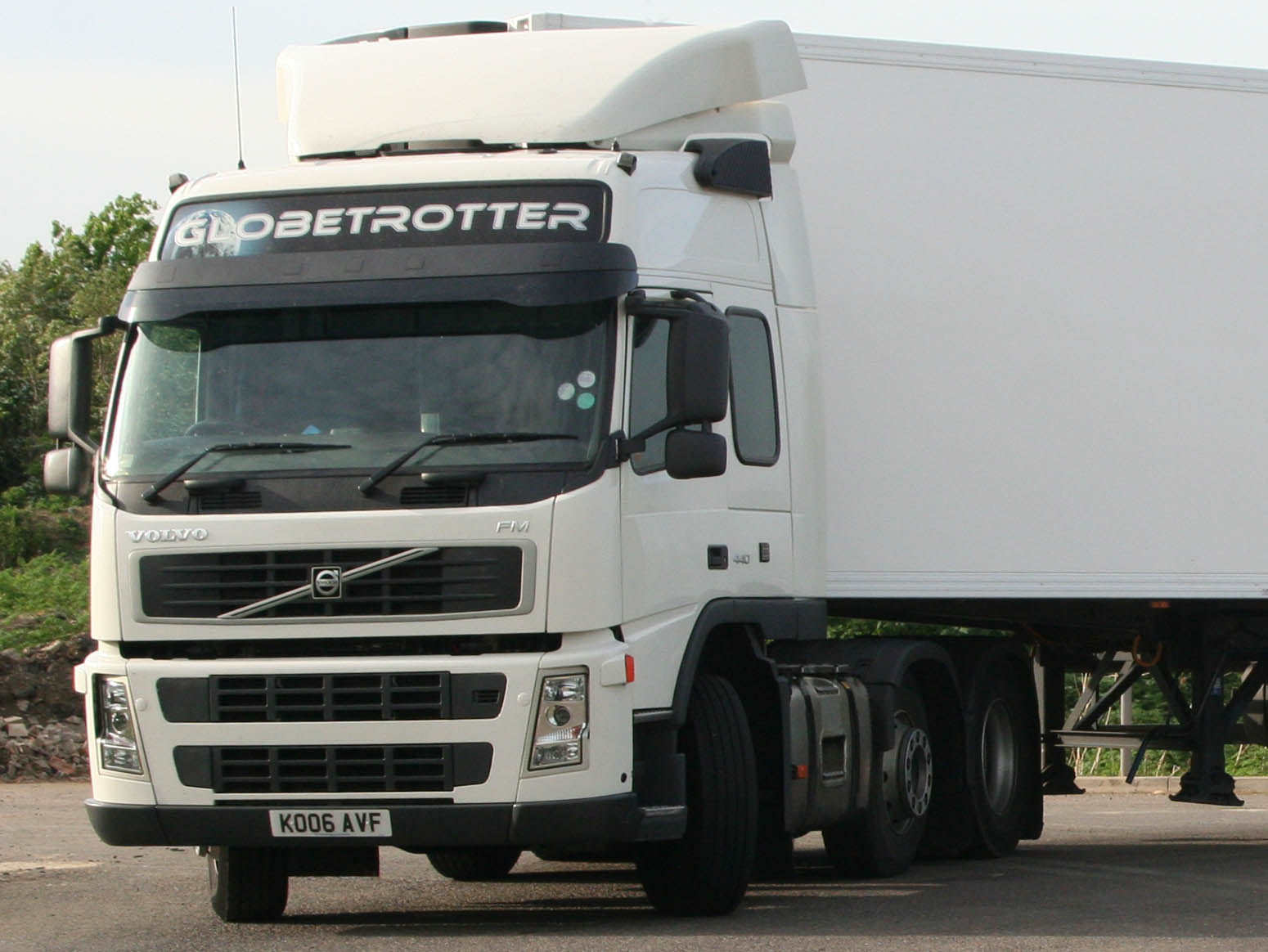
ولوو اف‌ام با اتاق Globetrotter
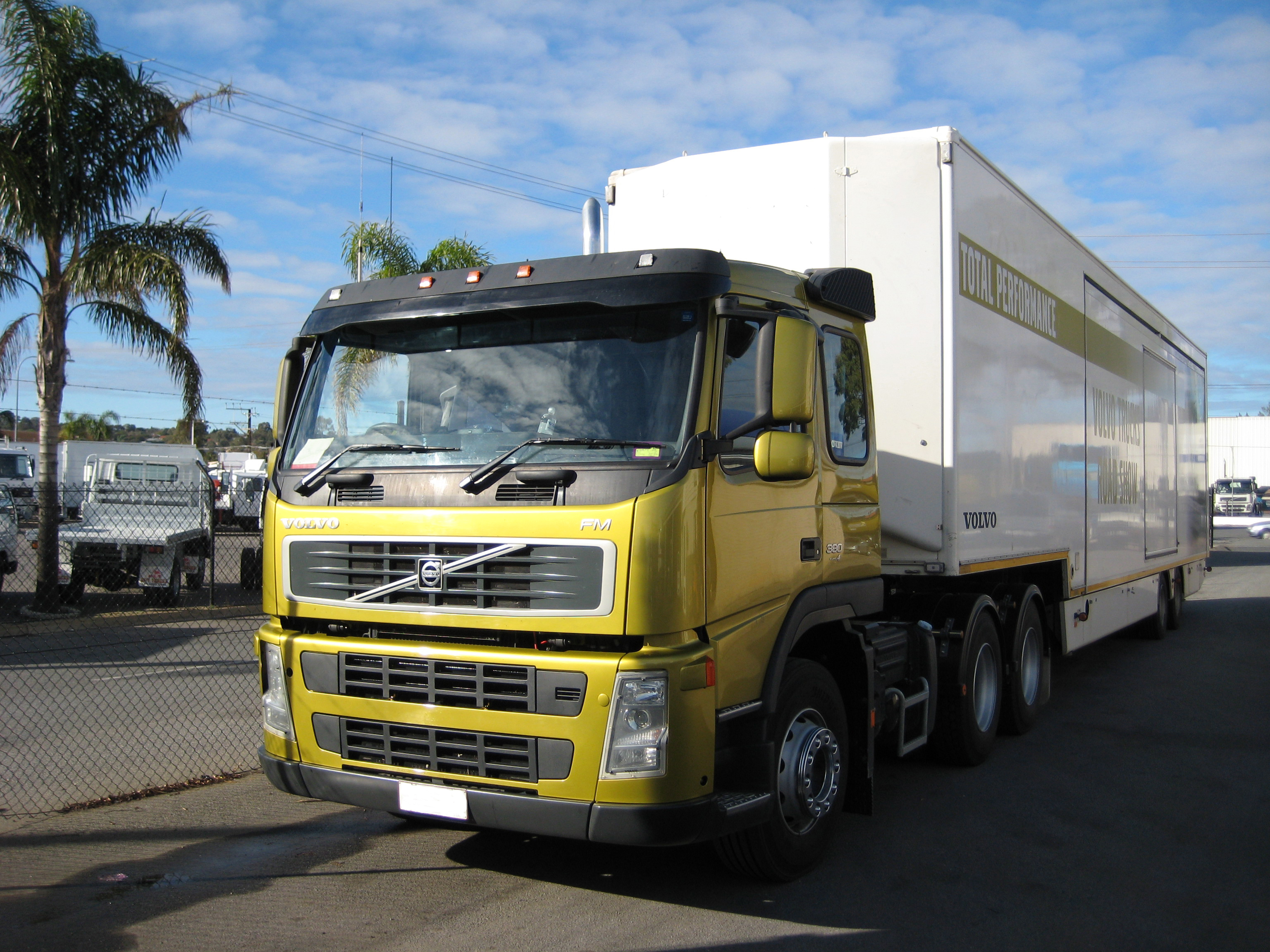
ولوو اف‌ام 6x4 (سه محور/جفت محور چرخ محرک)
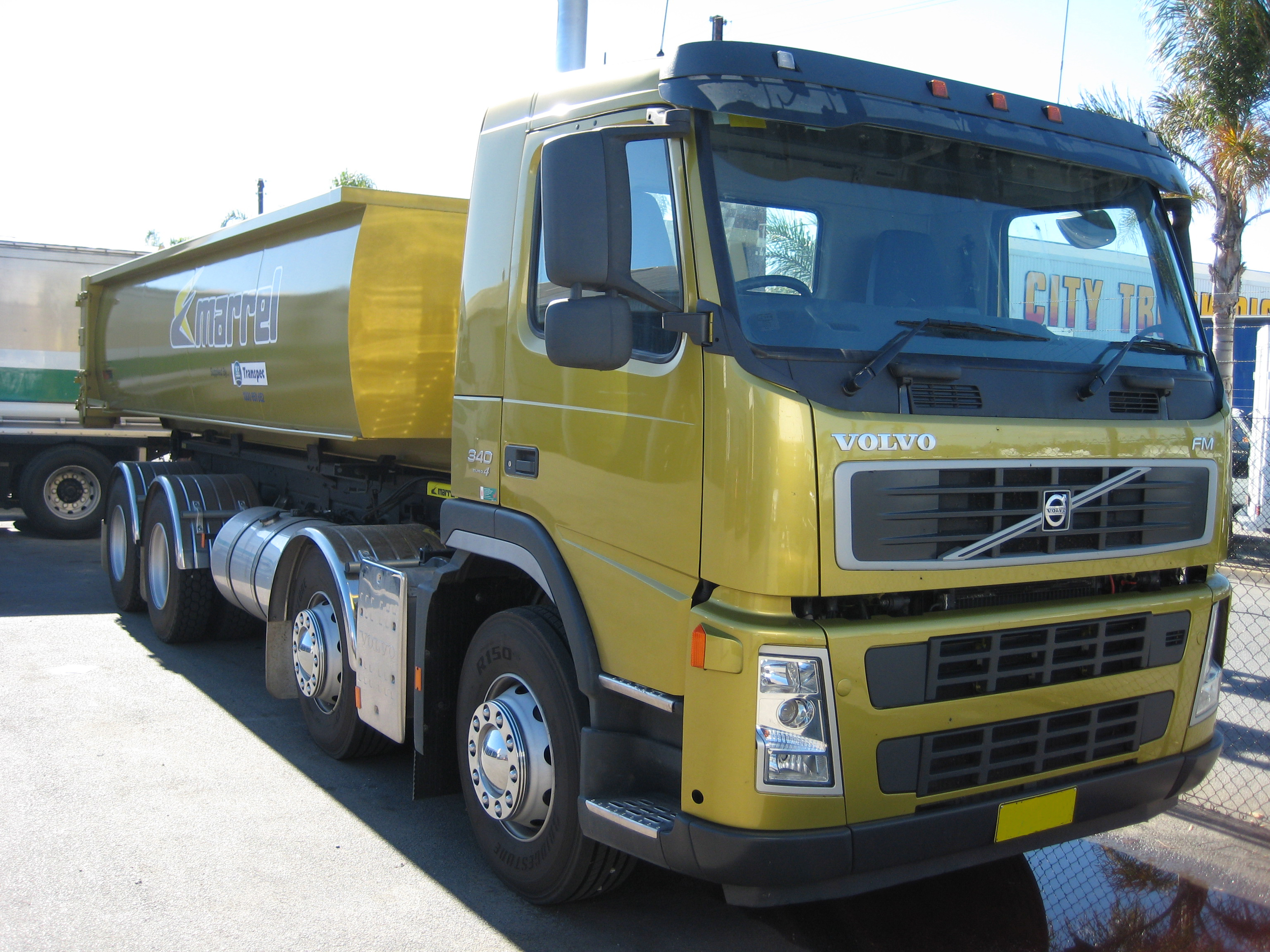
ولوو اف‌ام 8x4 (چهار محور/جفت محور جلو/جفت محور چرخ محرک)
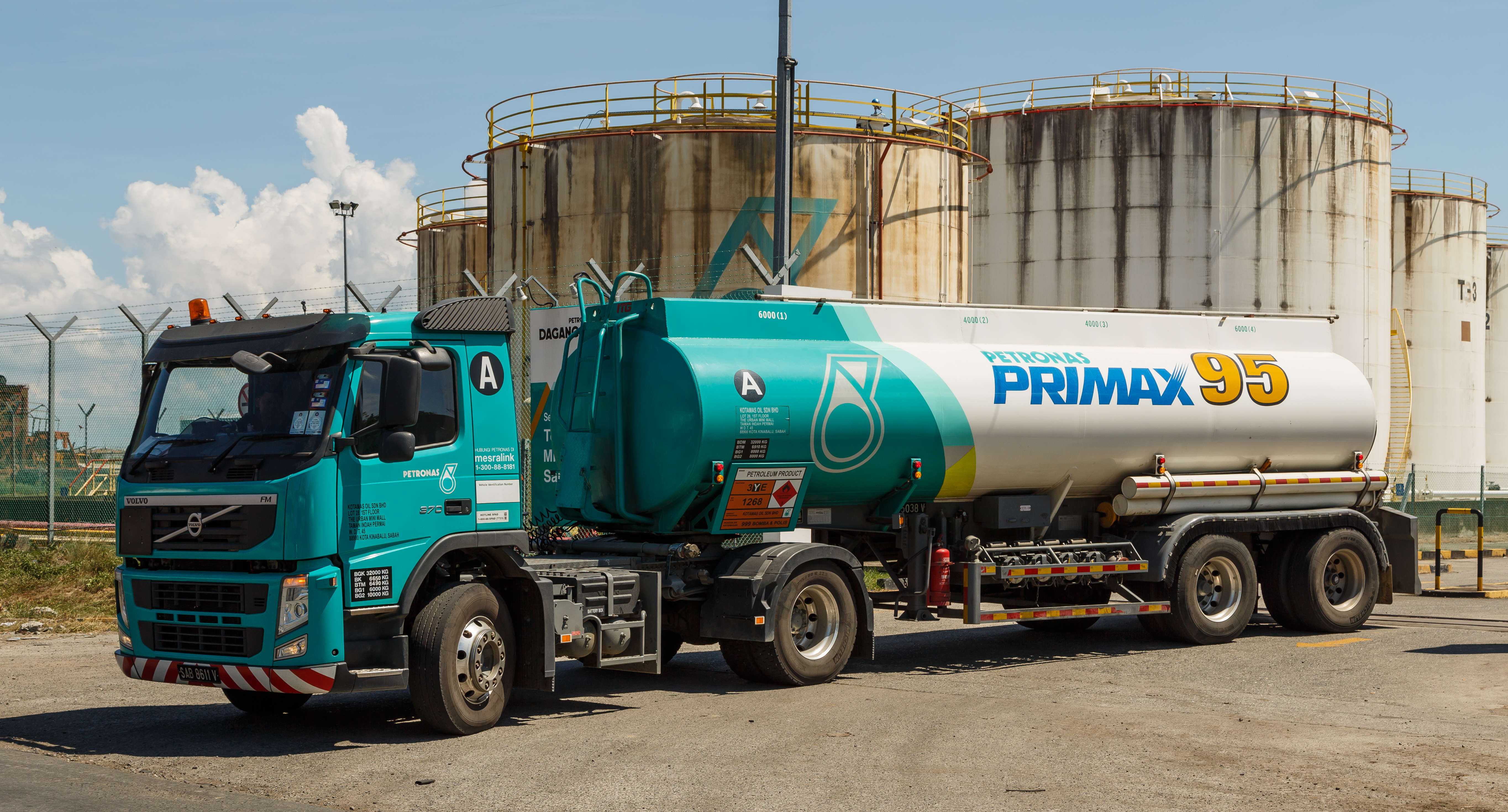
کامیون تانکر ولوو اف ام پتروناس در بندر سانداکان، مالزی
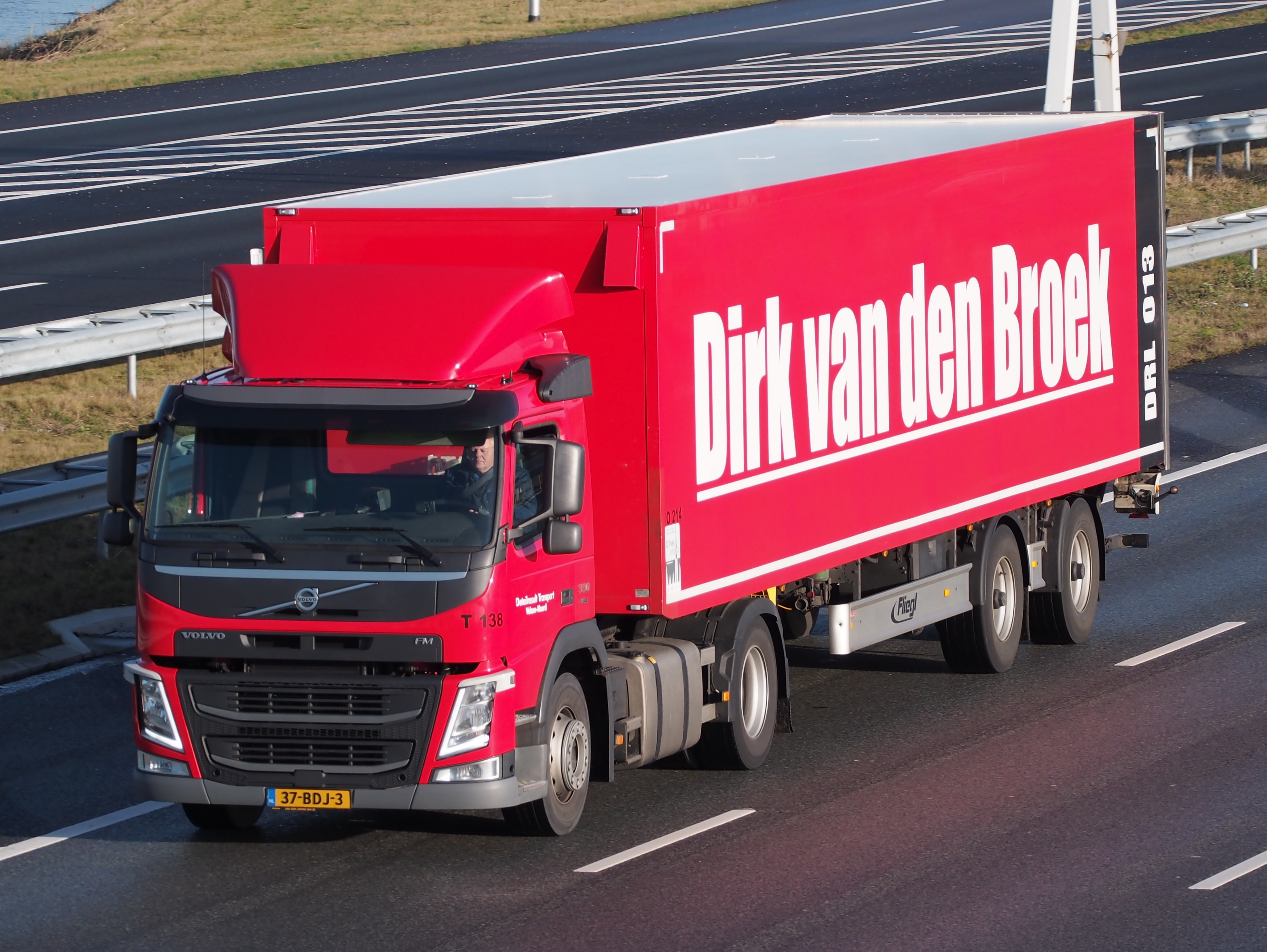
اتاق روز ولوو اف‌ام، هلند
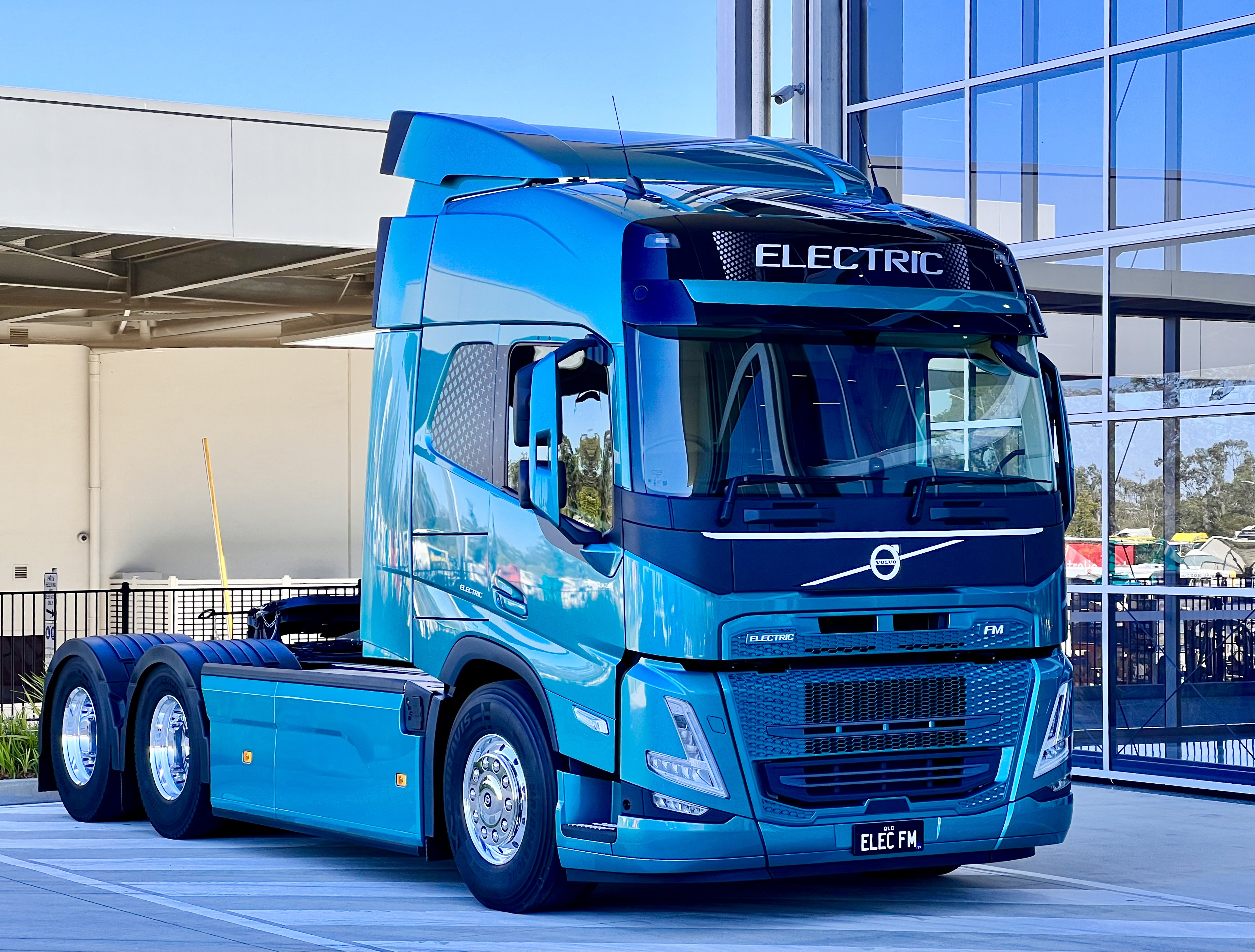
ولوو اف‌ام برقی مدل ۲۰۲۳ (استرالیا)